# Shekhar Kapur
Shekhar Kapur (in hindī शेखर कपूर, Śekhara Kapūra; Lahore, 6 dicembre 1945) è un regista, attore e produttore cinematografico indiano.

## Biografia
Shekhar Kapur è nato il 6 dicembre 1945 a Lahore, all'epoca facente parte dell'India britannica, da una famiglia indù del Punjab.
Con la spartizione dell'India britannica iniziarono i massacri: il treno che li stava trasferendo verso il neonato Dominion dell'India venne assalito e sua madre si finse morta proteggendo Shekhar e la sorella. Riflettendo su quel periodo, Kapur ha affermato che la spartizione dell'India è avvenuta attraverso «il sangue di un popolo».
Kapur ha frequentato la Modern School di Nuova Delhi e ha studiato economia al St. Stephen's College. A 22 anni è divenuto esperto contabile presso l'ICAEW britannico, dopo aver studiato contabilità per volere dei suoi genitori, e lavorato per sette anni come pianificatore aziendale per una multinazionale petrolifera.
Ritornato in India ha deciso di lavorare a Bollywood: il suo debutto come attore, in un ruolo minore, è stato in Ishk Ishk Ishk (Amore, amore, amore), diretto dal suo zio materno Dev Anand nel 1974.
Il suo debutto come regista è stato nel 1983 con Masoom (L'innocente), storia di un ragazzo illegittimo che fatica ad essere accettato dalla matrigna.
Il film successivo è stato nel 1987 il fantascientifico Mr. India, con Amrish Puri nella parte del villain Mogambo.
Kapur era famoso per aver abbandonato diversi film di cui era inizialmente il regista.
Nel 1989 aveva iniziato le riprese del film Joshilaay, ma una volta abbandonata la lavorazione a metà strada il suo produttore Sibti Hassan Rizvi era intervenuto per completare le riprese.
Nel 1992 aveva girato alcune scene di Barsaat, film di esordio di Bobby Deol, ma lasciò la produzione e fu sostituito da Rajkumar Santoshi.
Nel 1995 ha in parte diretto Dushmani, prima che il suo produttore Bunty Soorma intervenisse per completarlo.
Nel 1994 ha diretto Bandit Queen, apprezzato dalla critica, sulla figura dell'attivista Phoolan Devi e nel quale interpretava una breve parte come camionista.
Con Ram Gopal Varma e Mani Ratnam ha fondato una compagnia cinematografica indiana, che ha prodotto solo un film: Dil Se (1998), diretto da Mani Ratnam, sul tema del terrorismo in India.
Con il film storico Elizabeth (1998) ha colto la grande occasione di una importante produzione hollywoodiana con l'ancora sconosciuta Cate Blanchett nel ruolo della regina Elisabetta I d'Inghilterra, ottenendo successo di pubblico e di critica e la candidatura a 7 Oscar.
La seconda produzione hollywoodiana è stata il film storico e anticoloniale Le quattro piume (2002), con bassi incassi che non hanno coperto i costi e senza convincere la critica.
Con Elizabeth: The Golden Age (2007), ritrovava Cate Blanchett, ormai divenuta famosa, ancora nella parte della regina inglese. La stampa cattolica accusò il film di anticattolicesimo.
Shekhar Kapur ha respinto queste critiche al suo film, dicendo: «In realtà è molto, molto profondamente non anticattolico. È contro le forme estreme di religione. A quel tempo la chiesa in Spagna, o Filippo [II di Spagna], avevano detto che avrebbero trasformato il mondo intero in una forma purissima di cattolicesimo. Quindi non è anticattolico. È contro un'interpretazione della parola di Dio che sia unica, in contrapposizione a quello che Elisabetta rappresentava». «È un conflitto tra Filippo, che non aveva la capacità di comprendere la diversità o la contraddizione, ed Elisabetta che aveva la capacità femminile di farlo».
Dopo New York, I Love You (2008), film a segmenti del quale ha diretto il numero 7, e il cortometraggio Passage (2009), nel 2022 ha presentato la commedia romantica What's Love? (What's Love Got to Do with It?), con Lily James, Shazad Latif, Emma Thompson.
Dal 30 settembre 2020 al 1º settembre 2023 è stato presidente del Film and Television Institute of India.
Il 4 luglio 2023, intervistato da Variety, ha rivelato l'intenzione di preparare il seguito di Masoom, la sua prima regia, e che ruoterà attorno a una coppia di ottantenni che vive in una casa fatiscente e che comporterà un cambio generazionale.

## Vita privata
Shekhar Kapur ha tre sorelle: Neelu, che aveva sposato l'attore Navin Nischol; Aruna, che ha sposato l'attore Parikshit Sahni; e la più giovane Sohalia, attrice e regista.
Dopo una relazione con l'attrice Shabana Azmi, conosciuta sul set di Ishk Ishk Ishk, nel 1984 ha sposato Medha Gujral, nipote del politico Inder Kumar Gujral, e dalla quale ha divorziato nel 1994.
Nel 1999 ha sposato l'attrice Suchitra Krishnamoorthi, che gli ha dato una figlia, Kaveri (n. 2000). Shekar e Suchitra hanno divorziato nel 2006.

## Filmografia

### Regista
- Masoom (1985)
- Mr. India (1987)
- Bandit Queen (1994)
- Elizabeth (1998)
- Le quattro piume (The Four Feathers) (2002)
- Elizabeth: The Golden Age (2007)
- New York, I Love You, segmento 7 (2008)
- Passage (cortometraggio, 2009)
- What's Love? (What's Love Got to Do with It?) (2022)